# Louise de Chasteigner
Louise de Chasteigner est une religieuse française issue de la famille de Chasteigner.

## Biographie

### Famille
Louise de Chasteigner est la fille de Guy de Chasteigner (seigneur de la Roche-Posay, de Saint-Georges-de-Rex et de La Rochefaton, chambellan des rois Louis XI et Charles VIII) et de Madeleine du Puy. Elle est la benjamine d'une fratrie de neuf enfants.

### Vocation religieuse
Le 23 novembre 1511, elle devient religieuse à l'abbaye de la Trinité de Poitiers,.
En 1531, elle devient la première abbesse de l'abbaye de Saint-Jean de Bonneval-lès-Thouars nommée par le roi François Ier. Elle rencontre alors une grande opposition de la part des religieuses et peine à instaurer la Réforme catholique au sein de l'abbaye,,,.
Toutefois, au cours de sa charge d'abbesse, elle fait réaliser d'importants travaux et on lui doit notamment le palais abbatial, le réfectoire et le dortoir des religieuses,.

### Mort
Elle meurt le 4 décembre 1543 à Saint-Jean-de-Bonneval et est inhumée dans le chœur de l'église. Elle est remplacée par sa nièce Philippe,.

### Note
1. ↑  Philippe est un prénom épicène.